# Station Acoz
Station Acoz was een spoorwegstation langs spoorlijn 137 (Acoz - Mettet) en spoorlijn 138 (Châtelet - Morialmé) in Acoz een deelgemeente van de Belgische gemeente Gerpinnes.
0,0: Acoz ·
1,0: Acoz-Centrum ·
2,9: Villers-Potterie ·
5,0: Gougnies ·
7,9: Biesmes ·
10,7: Scry ·
12,6: Mettet
0,0: Châtelet ·
1,0: Châtelet-Ville ·
2,8: Bouffioulx ·
3,4: Chamborgneau ·
6,0: Acoz ·
7,0: Acoz-Centrum ·
9,6: Gerpinnes ·
10,3: Hymiée ·
11,9: Hanzinne ·
16,8: Oret ·
19,0: Morialmé-Bifurcation